# Aurel Sîrbu
Aurel Sîrbu (Cluj, 25 gennaio 1971) è un ex sollevatore rumeno che ha gareggiato nella categoria dei pesi gallo (fino a 56 kg.).

## Carriera
Nel 1992 Aurel Sîrbu vinse la medaglia di bronzo ai Campionati europei di Szekszárd con 265 kg. nel totale, alle spalle del bulgaro Ivan Ivanov e del rappresentante della Comunità degli Stati Indipendenti (CSI) Al'bert Nasibulin, entrambi con 272,5 kg. nel totale.
Qualche mese dopo, Sîrbu partecipò alle Olimpiadi di Barcellona 1992, classificandosi all'11º posto finale con 247,5 kg. nel totale.
Ai Campionati mondiali di sollevamento pesi ottenne come migliori risultati due ottavi posti nelle edizioni di Budapest 1990 e di Donaueschingen 1991.